# Вітвен
Вітвен (нід. Witveen, фриз. It Wytfean) — селище в нідерландській провінції Фрисландія. Входить до муніципалітету Тіцьєркстерадел.
Перша згадка про населений пункт датується 1543 роком.